# 霍爾特 (加利福尼亞州)
霍爾特（英語：Holt）是位於美國加利福尼亞州聖華金縣的一個非建制地區。

## 地理
霍爾特的座標為37°56′04″N 121°25′38″W / 37.93444°N 121.42722°W，而該地最高點為海拔高度0米（即0英尺）。